# إيما ليفيت مورغان
إيما ليفيت مورغان (بالإنجليزية: Emma Leavitt-Morgan) مواليد 1865 - الوفاة 1956، كانت لاعبة كرة مضرب أمريكية. هي إحدى بطلات الجراند سلام حيث حققت بطولة أمريكا الوطنية للسيدات في فئة الزوجي سنة 1891.